# محمد حسان قطنا
محمد حسان قطنا (مواليد عام 1960 في دمشق) مهندس زراعي وسياسي سوري شغل منصب وزير الزراعة والإصلاح الزراعي في حكومتي حسين عرنوس الأولى والثانية من 30 آب 2020 إلى 23 أيلول 2024.
حصل على شهادة الهندسة الزراعية عام 1982.شغل وظيفة خبير زراعي وباحث مستقل في القطاع الزراعي والتنمية الريفية والمجتمعية منذ عام 2015 ومستشار وزير الزراعة والإصلاح الزراعي منذ 2012 ولغاية 2014. تم تكليفه مديرا للإحصاء والتخطيط منذ 2004 ولغاية 2011 ومديرا لصندوق دعم الإنتاج الزراعي من 2008 ولغاية 2010 ومديرا للمشروع الوطني للتحول إلى الري الحديث من 2005 ولغاية 2007 ومديرا للتخطيط والتعاون الدولي من 2010 ولغاية 2011.
كما شغل منصب مدير الشؤون الزراعية من عام /1997 حتى 2001/ ومدير مشروع برنامج الغذاء العالمي في سورية رقم /2418/ من عام 1987 ولغاية 2000 ورئيس مشروع الحزام الأخضر لتشجير المناطق الجافة وشبه الجافة في مناطق الاستقرار الزراعي الثالثة والرابعة بمحافظات ريف دمشق ودرعا والسويداء وحمص وحماة وإدلب وحلب /1983-1996/.
متزوج ولديه ابن وبنت.